# BoA
Đây là một tên người Triều Tiên, họ là Kwon.
Kwon Bo-ah (tiếng Hàn: 권보아; tiếng Nhật: クォン·ボア; sinh ngày 5 tháng 11 năm 1986), thường được biết đến với nghệ danh BoA (Hangul: 보아), là một nữ ca sĩ, vũ công, diễn viên, nhạc sĩ kiêm nhà sản xuất thu âm người Hàn Quốc. Được mệnh danh là "nữ hoàng K-pop", cô là một trong những nghệ sĩ K-pop có sức ảnh hưởng lớn đến làn sóng văn hóa Hàn Quốc.

## Tiểu sử
BoA sinh ra và lớn lên tại Guri, Gyeonggi, Hàn Quốc. Cô được bộ phận tìm kiếm tài năng của SM Entertainment phát hiện khi đi cùng với anh trai tham gia một cuộc thi tìm kiếm tài năng. Năm 2000, sau hai năm đào tạo tại công ty SM, BoA cho ra mắt album đầu tay: ID; Peace B. Hai năm sau, BoA phát hành đĩa đơn tiếng Nhật đầu tiên: Listen to My Heart, trở thành ngôi sao nhạc pop đầu tiên người Hàn Quốc thành công tại Nhật Bản, cùng với đó là việc gỡ bỏ hàng rào ngăn cách trong việc xuất khẩu văn hóa giữa các quốc gia kể từ sau Chiến tranh thế giới lần thứ hai.
Vào ngày 14 tháng 10 năm 2008, BoA lần đầu tiên ra mắt tại thị trường Mỹ với đĩa đơn "Eat You Up" và cho ra album tiếng Anh đầu tiên của cô có tên BoA vào ngày 17 tháng 3 năm 2009.
Khả năng đa dạng của BoA (cô thành thạo tiếng Nhật và tiếng Anh cũng với ngôn ngữ mẹ đẻ là tiếng Hàn, cô cũng thể hiện các ca khúc tiếng Trung) đã giúp cô có được những thành công vượt bậc tại châu Á. Cô là nghệ sĩ nước ngoài duy nhất có 2 album bán được hơn 1 triệu bản tại Nhật và là một trong ba nghệ sĩ có 6 album phòng thu liên tiếp đứng vị trí thứ nhất trên bảng xếp hạng Oricon kể từ khi ra mắt, gồm có Ayumi Hamasaki và Koda Kumi. BoA đã bán được hơn 10 triệu bản tính cả album, đĩa đơn và DVD trong suốt sự nghiệp của mình.

## Hình ảnh và hoạt động nghệ thuật
Hip hop là dòng nhạc có ảnh hưởng nhiều nhất đối với BoA, dù cô cũng thích nghe R&B. Thần tượng yêu thích của cô là Michael Jackson, Justin Timberlake, và Ne-Yo; vì vậy nhạc của cô mang hơi hướng của cả dance pop và R&B. Ngoài ra vì còn thể hiện các ca khúc ballad nên cô hay bị so sánh với các ca sĩ Nhật Bản như Ayumi Hamasaki và Hikaru Utada. Album đầu tiên của BoA là ID; Peace B có cả các bài urban pop, ballad dài, và "những giai điệu nhạc dance vui vẻ". khi sự nghiệp đi lên, cô thử nghiệm với những phong cách khách: Valenti là hầu hết các bản bản ballad; Love and Honesty là một trải nghiệm khó hơn với R&B và rock.

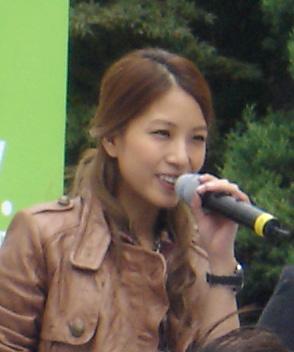
BoA trong buổi ký tặng fan năm 2006

Công việc soạn nhạc và viết lời cho ca khúc đều được thực hiện bởi các nhân viên nên BoA luôn bị nhận xét là "sản phẩm của công nghệ chế tạo ngôi sao". Đáp lại những lời chỉ trích đó, BoA nói "nếu một người bị giới hạn mình về điều gì, sau đó mọi thứ đáng lẽ tốt có thể dễ dàng sụp đổ" và cô không vui khi có những ý kiến cho rằng cô ấy là sản phẩm của công nghệ chế tạo ngôi sao. Có lẽ, điều đó đúng. Vì SM Entertainment đã tạo ra một môi trường và mọi điều kiện tốt nhất đi kèm nên cô ấy có thể thành công như bây giờ." Hình tượng ban đầu của cô được chọn là phong cách dễ thương và tươi trẻ, BoA dần chuyển sang hình ảnh trưởng thành hơn kể từ album My Name. Trong một cuộc phỏng vấn với Talk Asia, Anjali Rao có nói, My Name đánh dấu bước khởi đầu về sự đi xuống cho sự nổi tiếng của cô và có phải khán giả luôn muốn thấy hình ảnh "cô ca sĩ BoA bé bỏng"; BoA nói, "Vậy thì tôi sẽ phải xin lỗi những người vẫn muốn một cô bé BoA, trong thực tế, tôi có thế làm gì được đây? Tôi vẫn đang tiếp tục lớn lên! Tôi không có cách nào ngăn được điều đó."
BoA từng hợp tác với rất nhiều nghệ sĩ tên tuổi. Cùng với các nghệ sĩ Nhật Bản, cô trình diễn với nhóm hip hop M-Flo (cho đĩa đơn "the Love Bug"), ca sĩ nhạc pop Kumi Koda, và nhóm DJ Mondo Grosso. Cô cũng biểu diễn với những nghệ sĩ châu Âu: ca khúc "Flying Without Wings" từ album Next World của cô là sự hợp tác với nhóm nhạc Ai-len Westlife hát lại ca khúc gốc Flying Without Wings; đĩa đơn the Bratz "Show Me What You Got" biểu diễn với Howie D của nhóm nhạc Mỹ là Backstreet Boys. Cô còn có dịp hợp tác với Akon, thể hiển ca khúc "Beautiful", nằm trong album thứ ba phát hành tại Nhật của anh, Freedom. Những nghệ sĩ khác từng hợp tác gồm có Soul'd Out, Dabo, Verbal (of M-Flo), Rah-D, Seamo, TVXQ, Yutaka Furakawa (thành viên ban nhạc Doping Panda), và Crystal Kay (cho đĩa đơn "After Love: First Boyfriend/Girlfriend"). Ban nhạc rock Weezer của Mỹ đã thể hiện lại ca khúc "Meri Kuri" nằm trong albumon Weezer (The Red Album) phát hành tại Nhật của họ.

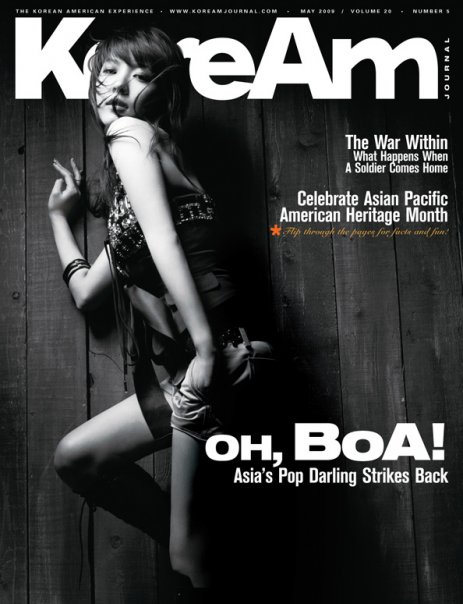
BoA trên bìa tạp chí KoreAm, tháng 5 năm 2009

BoA là nghệ sĩ hàng đầu tại Hàn Quốc và Nhật Bản; sự nổi tiếng của cô về sau là nhờ khả năng ngoại ngữ của chính bản thân (cô thu âm các ca khúc ở ca 3 thứ tiếng Anh, Nhật, Hàn) và sự yêu thích của người Nhật đối với làn sóng Hàn kể từ đầu những năm 2000 khi hai nước bắt đầu có sự trao đổi quảng bá văn hóa lẫn nhau. Danh tiếng của BoA lan rộng tại khu vực Đông Á và có nhiều khán giả hâm mộ tại Trung Quốc, Hồng Kông, Đài Loan, Malaysia, và Singapore. Cô cũng bày tỏ dự định chinh phục thị trường trên thế giới, vào tháng 6 năm 2006, music video của ca khúc "My Name" trở thành music video đầu tiên được phát trên kênh MTV K, thuộc kênh âm nhạc MTV mục đích hướng tới các khán giả người Hàn Quốc tại Mỹ.
Nhờ danh tiếng ngày càng lớn, BoA được mời làm đại diện quảng bá cho nhiều nhãn hàng. Trong số các thương hiệu được mời gồm có Tập đoàn Olympus, Lotte, thương hiệu Nike, L'Oréal, công ty mỹ phẩm Kosé của Nhật, Skechers, Audio-Technica, GM Daewoo và L'Occitane.
Bảy trong số các khúc của cô được sử dụng làm nhạc nền cho quảng cáo. "Every Heart: Minna no Kimochi" được chọn làm ca khúc chủ đề ở cuối phim hoạt hình, anime InuYasha; "Beside You: Boku o Yobu Koe" là ca khúc chủ đề mở đầu cho phim anime Monkey Typhoon; "Key of Heart" là ca khúc chủ đề cho việc phát hành của Over the Hedge tại Nhật; "Your Color" was the theme song of the video game Ninety-Nine Nights; "Mamoritai: White Wishes";à ca khúc chủ đề của trò chơi điện tử Tales of Graces. và "Tail of Hope" là nhạc phim cho phim truyền hình Nhật Bản "Hakui no Namida". Năm 2014, ca khúc "Masayume Chasing".của cô được chọn làm bài hát mở đầu cho mùa thứ năm của anime Fairy Tail.
Sự nổi tiếng của BoA giúp cô trở thành "Đại sứ văn hóa"; cô là đại diện của Hàn Quốc trong các sự kiện ảnh hưởng của âm nhạc châu Á và xuất hiện trong một cuốn sách giáo khoa xuất bản bằng tiếng Anh của Đại học Báo chí Oxford University Press.

## Danh sách đĩa hát
| Album phòng thu - 2000: ID; Peace B - 2002: No. 1 - 2003: Atlantis Princess - 2004: My Name - 2005: Girls on Top - 2010: Hurricane Venus - 2012: Only One - 2015: Kiss my lips - 2018: Woman - 2020: Better - 2025: Crazier Mini-album - 2018: One Shot, Two Shot - 2019: Starry Night - 2022: Forgive Me | Album phòng thu - 2002: Listen to My Heart - 2003: Valenti - 2004: Love & Honesty - 2006: Outgrow - 2007: Made in Twenty (20) - 2008: The Face - 2010: Identity Album tổng hợp - 2004: K-pop Selection - 2005: Best of Soul - 2009: Best & USA - 2011: BoA Summer Selection 2011 (Album kỹ thuật số tổng hợp) - 2013: Winter Ballad Collection 2013 (Album kỹ thuật số tổng hợp) Album phối lại - 2002: Peace B. Remixes - 2003: Next World | Album phòng thu - 2009: BoA |

## Lưu diễn
| Nổi bật Nhật Bản - 2003: FIRST LIVE TOUR 2003 -VALENTI- - 2004: LIVE TOUR 2004 -LOVE&HONESTY- - 2005: ARENA TOUR 2005 -BEST OF SOUL- - 2006: THE LIVE "Ura BoA... Kikase Kei (The Other Side of BoA... Listen)" - 2007: ARENA TOUR 2007 -MADE IN TWENTY(20)-a - 2007: THE LIVE 2007 "X'mas" - 2008: LIVE TOUR 2008 -THE FACE- - 2009: THE LIVE 2009 "X'mas" - 2010: LIVE TOUR 2010 -IDENTITY- - 2010: THE LIVE 2010 "X'mas" - 2011: THE LIVE 2011 "X'mas" -THE 10TH ANNIVERSARY EDITION- | Tham gia trong những chuyến lưu diễn của SM Town - 2002: SM China - 2003: SMTOWN Smile Concert 2003 - 2007: 2007 SMTOWN Summer Concert - 2008: SMTown Live '08 - 2010–11: SMTown Live '10 World Tour - 2012–nay: SMTown Live World Tour III |

Hàn Quốc
- 2013: Special Live 2013: Here I am

"Special Live 2013: Here I am" là đêm diễn riêng đầu tiên của tại Hàn Quốc được tổ chức vào các ngày 26 và 27 tháng 1 tại It was held on January 26 and 27 tại Hội trường Olympic ở công viên Olympic của Seoul Ban đầu dự định chỉ tổ chức biểu diễn trong 1 ngày nhưng do lượng vé bán ra hết nhanh trong ngày đầu tiên nên SM Entertainment quyết định tổ chức thêm lên 1 ngày. Ngày 11 tháng 4 năm 2013, 3 đã có thêm nhiều buổi trình diễn trong các chuyến lưu diễn ở Đài Loan và Hàn Quốc.

## Danh sách phim

### Chương trình truyền hình
| Năm       | Kênh | Tựa đề                  | Vai           | Ghi chú                                              |
| --------- | ---- | ----------------------- | ------------- | ---------------------------------------------------- |
| 2010      | SBS  | Athena: Goddess of War  | Chính mình    | Khách mời, tập 7–8                                   |
| 2011–2012 | SBS  | K-pop Star mùa thứ 1    | Chính mình    | Đại diện của SM Entetainment                         |
| 2012      | SBS  | Running Man             | Chính mình    | Ngôi sao khách mời, tập 88–89                        |
| 2012      | KBS  | Win Win                 | Chính mình    | Ngôi sao khách mời, tập 116–117                      |
| 2012      | KBS  | Road For Hope           | Chính mình    | Ngôi sao khách mời                                   |
| 2012–2013 | SBS  | K-pop Star mùa thứ 2    | Chính mình    | Đại diện của SM Entertainment                        |
| 2013      | SBS  | Thank You               | Chính mình    | Ngôi sao khách mời, tập 21–22                        |
| 2013      | KBS  | Waiting for Love        | Joo Yeon-ae   | Phim truyền hình đặc biệt (vai chính)                |
| 2013      | MBC  | Infinite Challenge      | Chính mình    | Ghép đôi với Gil Seong-joon trong Song Festival 2013 |
| 2016      | JTBC | Cô vợ ngoại tình        | Kwon Bo-young | Diễn viên phụ, đóng cặp với Lee Sang-Yeop            |
| 2017      | Mnet | Produce 101 Season 2    | Chính mình    | Giám khảo (Đại diện nhà sản xuất quốc dân)           |
| 2018      | SBS  | " Master in the house " | Chính mình    | Ngôi sao khách mời, tập 12-13                        |
| 2018      | TvN  | " Life Bar "            | Chính mình    | Ngôi sao khách mời, tập 58                           |
| 2018      | JTBC | Knowing Brothers        | Chính mình    | Ngôi sao khách mời với Lee Sang-Yeop, tập 111        |
| 2018      | SBS  | Happy Together          | Chính mình    | Ngôi sao khách mời x SM special, tập 562             |
| 2019      | MBC  | Home Alone              | Chính mình    | Ngôi sao khách mời với U-Know Yunho, tập 257         |
| 2020      | SBS  | " Wook Talk "           | Chính mình    | Ngôi sao khách mời, tập 11                           |
| 2020      | Mnet | " The Voice 3 "         | Chính mình    | Huấn luyện viên                                      |
| 2021      | Mnet | Street Woman Fighter    | Chính mình    | Giám khảo                                            |

### Phim điện ảnh
| Năm  | Tựa đề            | Vai                                 | Ghi chú                                         |
| ---- | ----------------- | ----------------------------------- | ----------------------------------------------- |
| 2006 | Over the Hedge    | Heather the Possum                  | Lồng tiếng trong phiên bản của Nhật và Hàn Quốc |
| 2012 | I AM.             | Chính mình                          | Phim tài liệu                                   |
| 2014 | Make Your Move 3D | Aya                                 | Phim Hollywood                                  |
| 2014 | Big Match         | Soo Kyung                           | Phim điện ảnh Hàn Quốc                          |
| 2014 | Venus Talk        | Hàng xóm của nhân vật chính Mi-Yeon | Vai khách mời, phim điện ảnh Hàn Quốc           |